# Landini (Traktoren)
Landini ist eine Traktorenmarke der italienischen Argo Tractors S.p.A.

## Geschichte

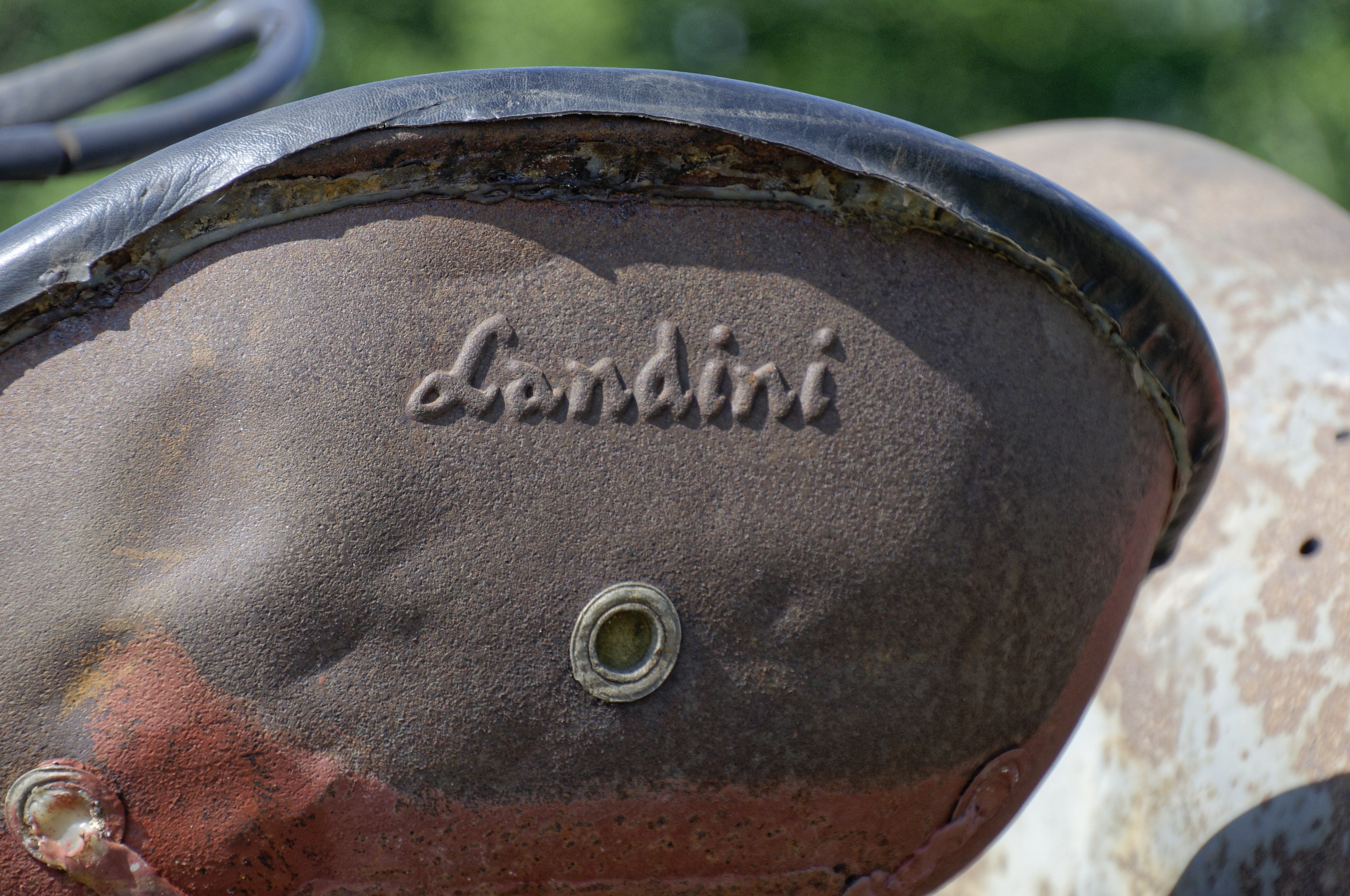
Der Schriftzug auf einem Schleppersitz

1884 gründete Giovanni Landini in Fabbrico eine Fabrik für Landmaschinen, 1910 baute er seinen ersten stationären Glühkopfmotor. In den 1930er Jahren stieg Landini zum bedeutendsten und wirtschaftlich erfolgreichsten Traktorenhersteller Italiens auf. Landini entwickelte 1924 mit dem 25/30 HP sein erstes Traktorenmodell mit Glühkopfmotor, das sich als sehr zuverlässig und robust erwies und bis 1932 produziert wurde. 1932 folgte ihm das leistungsstärkere Modell 40 HP (40 PS, 1-Zylinder-Glühkopfmotor, Hubraum: 14.327 cm³, Eigengewicht: 3.300 kg) nach.
Der erste größere kommerzielle Erfolg gelang Landini mit dem Modell Super Vélite mit 50 PS (Produktionszeitraum: 1934–1954, erste Modelle noch: 40 PS, 1-Zylinder-Glühkopfmotor mit 12.208 cm³ Hubraum, Eigengewicht: 3.650 kg, Thermosiphonkühler mit Ventilator), von dem 3.200 Stück verkauft wurden. Als kleineres Modell wurde ab 1935 der Vélite (Produktionszeitraum: 1935–1954, 25 PS, 1-Zylinder-Glühkopfmotor, Hubraum: 7.222 cm³, Eigengewicht: 2.300 kg, Thermosiphonkühler mit Ventilator) angeboten, von dem rund 3.500 Stück produziert wurden. 1941 wurde der BL 40 Bufalo (40 PS, Produktionszeitraum:1941–1950, 1-Zylinder-Glühkopfmotor, Hubraum: 9.118 cm³, Eigengewicht: 2.200 kg) herausgebracht.
Nach dem Krieg entstand 1950 die L-Baureihe mit den Modellen L-25 (1950) mit (25 PS, Produktionszeitraum: 1950–1960, 1-Zylinder-Glühkopfmotor, Hubraum: 4.312 cm³, Eigengewicht: 1.600 kg), L-35 (35 PS, Produktionszeitraum: 1952–1960, 1-Zylinder-Glühkopfmotor, Hubraum: 7.222 cm³, Eigengewicht: 2.600 kg), L-45 (45 PS, Produktionszeitraum: 1950–1965, 1-Zylinder-Glühkopfmotor, Hubraum: 9.503 cm³, Eigengewicht: 3.100 kg), und als leistungsstärkstes Modell L-55 (55 PS, Produktionszeitraum:1953–1962, 1-Zylinder-Glühkopfmotor, Hubraum: 11.309 cm³, Eigengewicht: 3.500 kg). Der Bau von Traktoren mit Glühkopfmotor wurde bei Landini erst 1965 eingestellt.
Bei allen Traktorenentwicklungen setzte Landini auf die bewährten 1-Zylinder-Glühkopfmotoren, deren Produktion erst 1965 eingestellt wurde. Der L-25 stieg in Italien in den 1950er Jahren zum beliebtesten und meistverkauften Traktorenmodell mit dem größten Marktanteil auf. 1956 gab es die offizielle Präsentation des Landinetta Obstbautraktors. 1957 wurde mit Perkins Engines eine Vereinbarung zur Lizenzproduktion von Dieselmotoren in Italien geschlossen. 1959 produzierte Landini mit dem C35 seinen ersten Raupentraktor. Außerdem wurde das Unternehmen von dem Traktorenhersteller Massey Ferguson übernommen. 1968 wurde eine Fabrik für Erdbewegungsmaschinen in Aprilia eingeweiht. Ab den frühen 1970er Jahren stellte Landini Traktoren für Massey Ferguson her, welche sich lediglich durch die Lackierung von den eigenen Traktoren unterschieden. 1982 produzierte Landini seinen ersten Schmalspurtraktor für den Obstanbau, vier Jahre später folgte der erste Schmalspurtraktor für den Weinanbau.

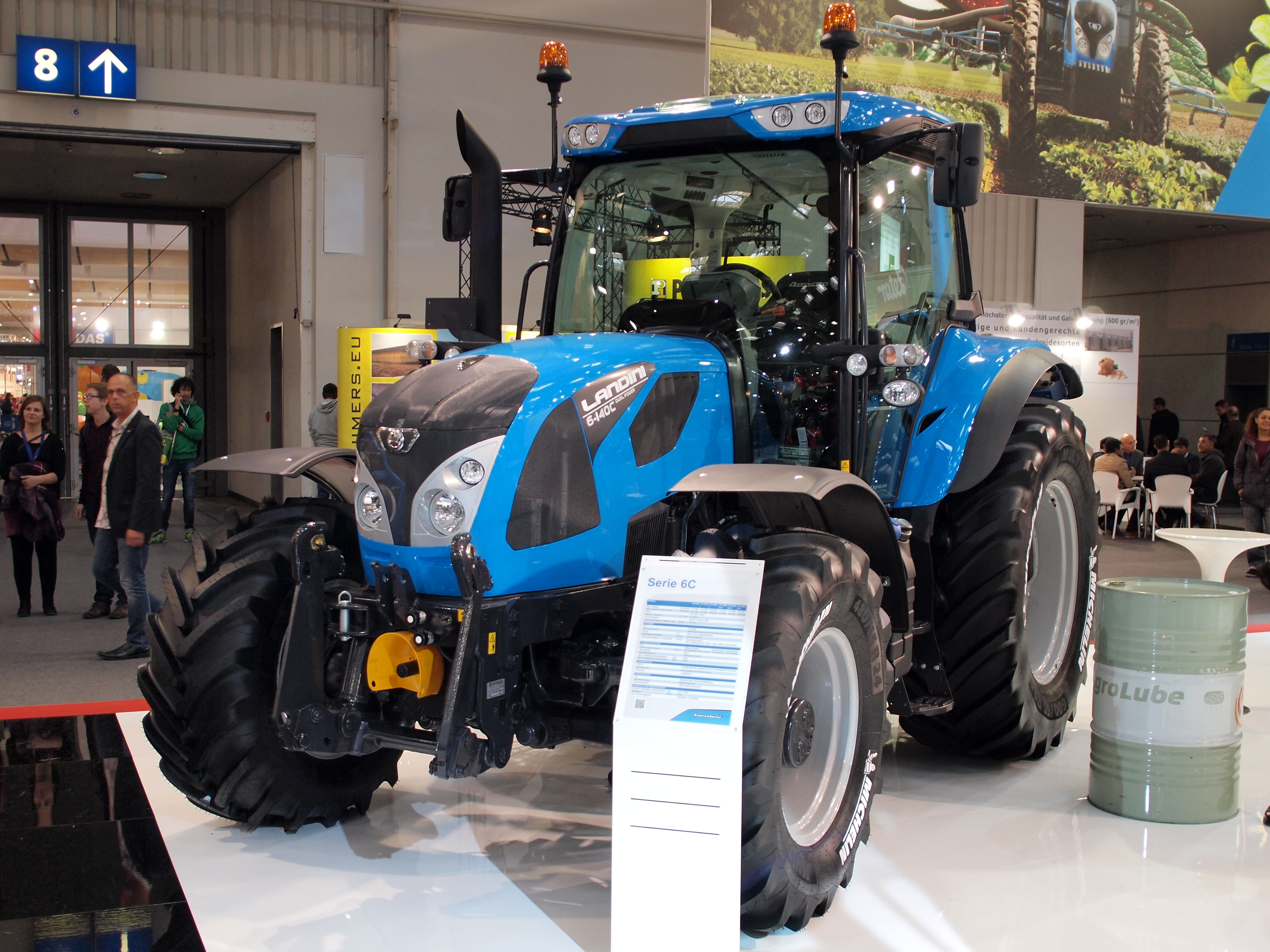
Landini 6-140C, 140 PS (Bj. 2015)

1994 erwarb die Familie Morra über die Beteiligungsgesellschaft Argo S.p.A. einen Mehrheitsanteil an dem Unternehmen. 1995 wurde Valpadana S.p.A., ein italienischer Hersteller von Schmalspurtraktoren für den Wein- und Obstanbau, übernommen. Ein Jahr später ging Landini eine Kooperation mit dem japanischen Traktorhersteller Iseki ein. 1997 wurde mit Landini Iberica ein neuer Importeur in Spanien gegründet, in Deutschland wurde im gleichen Jahr die Landini GmbH gegründet. 1999 richtete Landini eine Niederlassung in Südafrika ein, im nächsten Jahr folgten Niederlassungen in Australien, Kanada und den Vereinigten Staaten. 2006 führte Landini mit den TTH den ersten Teleskoplader ein. 2007 wurden die Fabriken in Fabbrico, Luzzara und San Martino in Rio modernisiert. Im gleichen Jahr wurden die Traktorenhersteller Landini, McCormick und Valpadana in die im Vorjahr neu gegründete Argo Tractors S.p.A. integriert und sind seitdem lediglich Marken des Unternehmens.
2008 verleiht die Jury von „Tractor of the Year“ dem Landini Rex 85S den Titel „Best of Specialized“. 2010 wird die Rex Baureihe erneuert und erreicht nun eine Leistung von bis zu 110 PS. Zudem werden ein Jahr darauf die Hochleistungstraktoren der Serie 7 sowie die Landwirtschaftstraktoren der 75 bis 100 PS starken Serie 5H eingeführt. Die Serie 6C ersetzt mit 2 Modellen, 110 und 120 PS, die Modelle Powermondial. 2020 gab es die Einführung der neuen Serie 7 mit Motoren der Stufe V und einem komplett überarbeiteten Design.

Landini Traktoren mit 1-Zylinder-Glühkopfmotor (Vielstoffmotor)
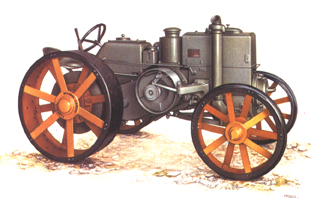
Landini 25/30 HP, Baujahr: 1924, 25–30 PS, Hubraum: 11.800 cm³, 2.200 kg.
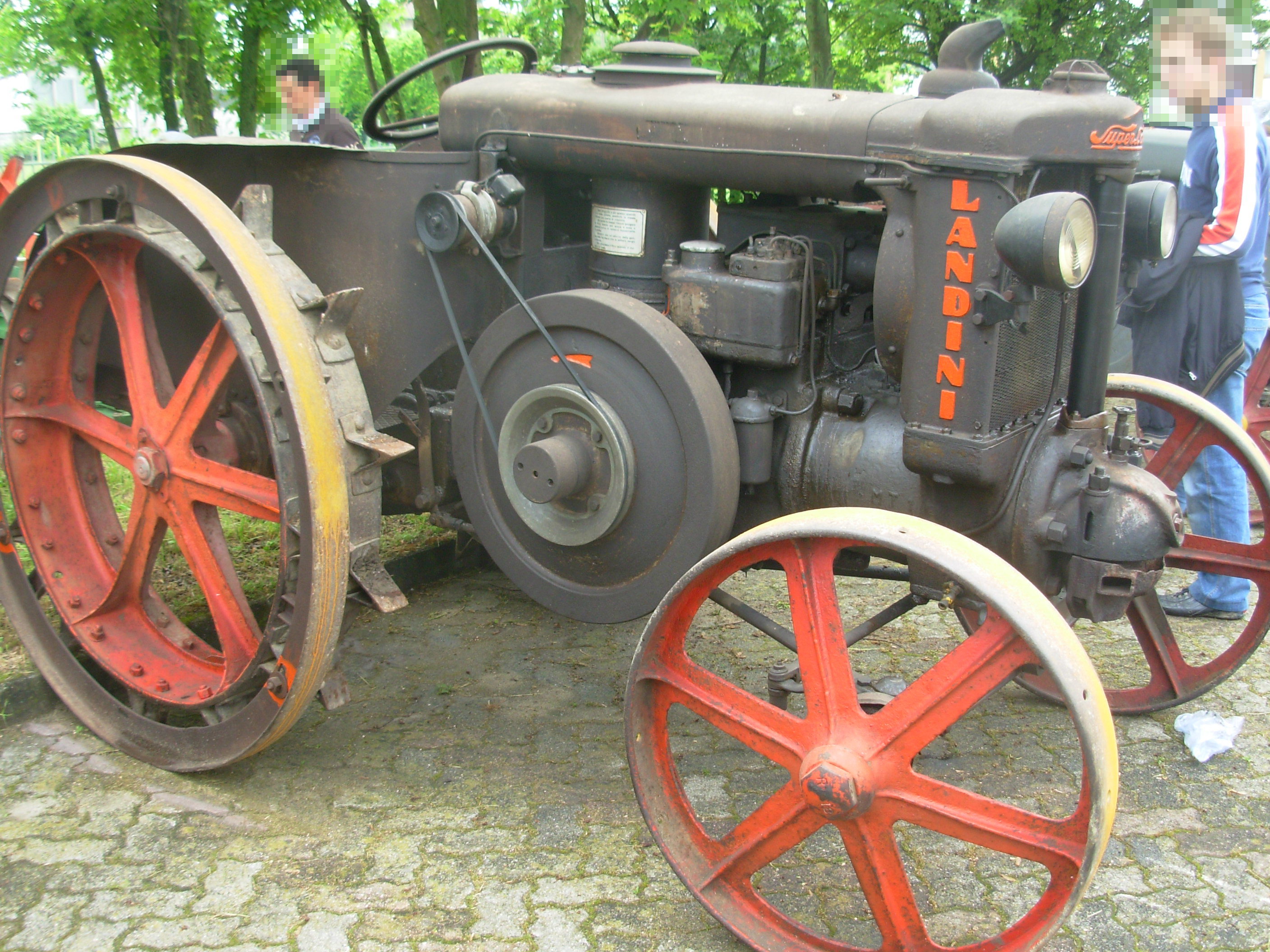
Landini Super Vélite (1934–54), 50 PS, Hubraum: 12.208 cm³, 3.650 kg.
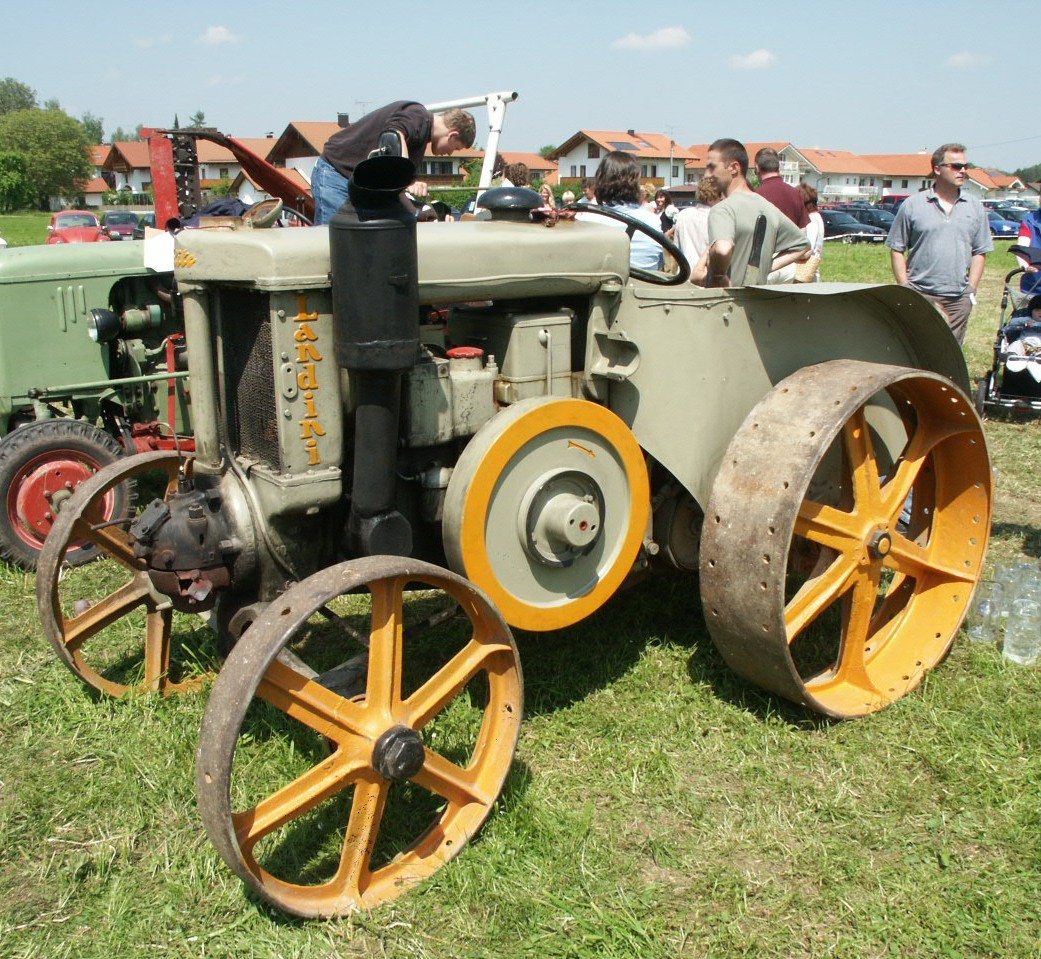
Landini Vélite (1935–54), 25 PS, Hubraum: 7.222 cm³, 2.300 kg.
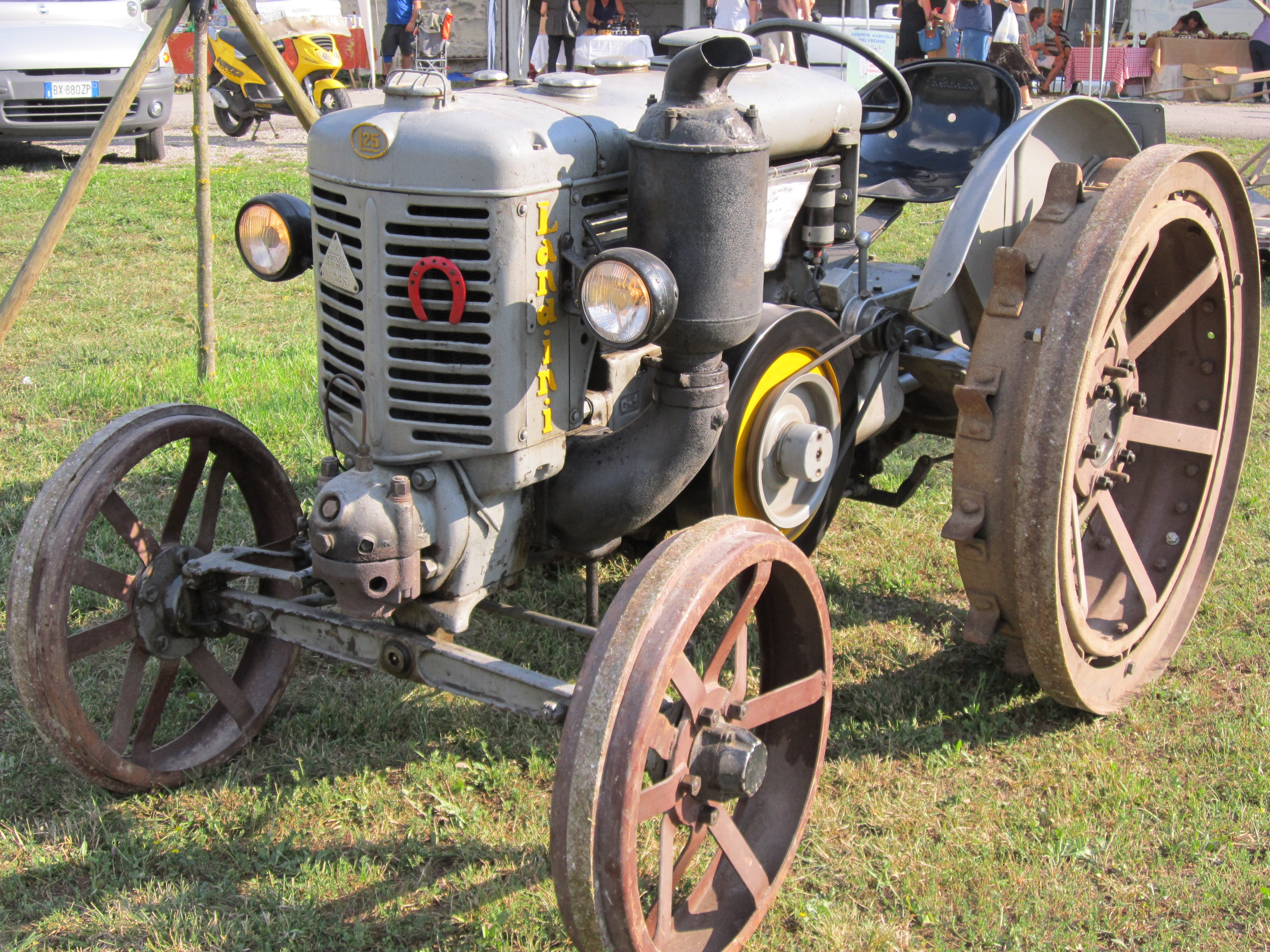
Landini L-25, Baujahr: 1950, 25 PS, Hubraum: 4.312 cm³, 1.600 kg.
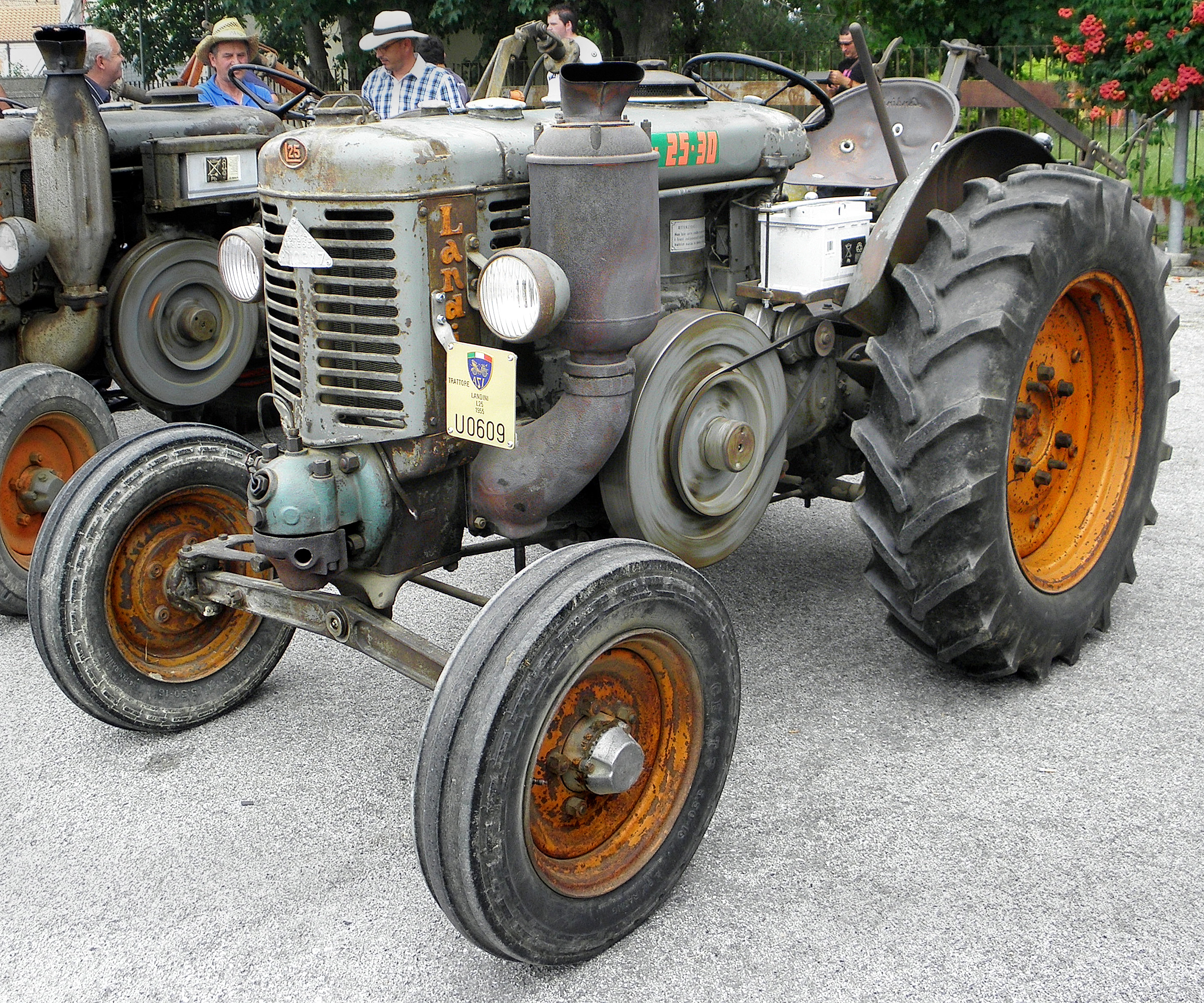
Landini L-25, Baujahr: 1950, 25 PS, Hubraum: 4.312 cm³, 1.600 kg.
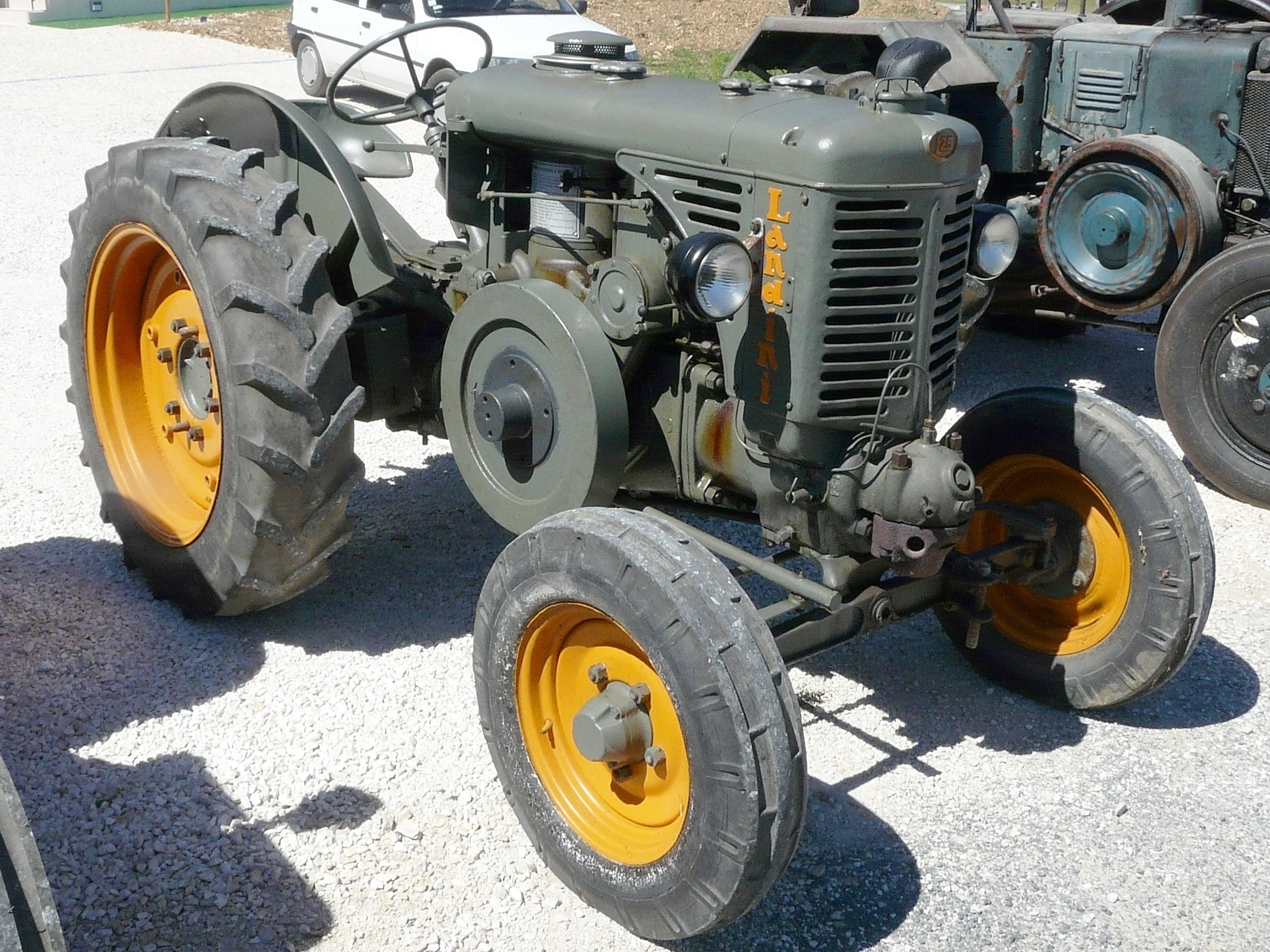
Landini L-25, Baujahr: 1959, 25 PS, Hubraum: 4.312 cm³, 1.600 kg.
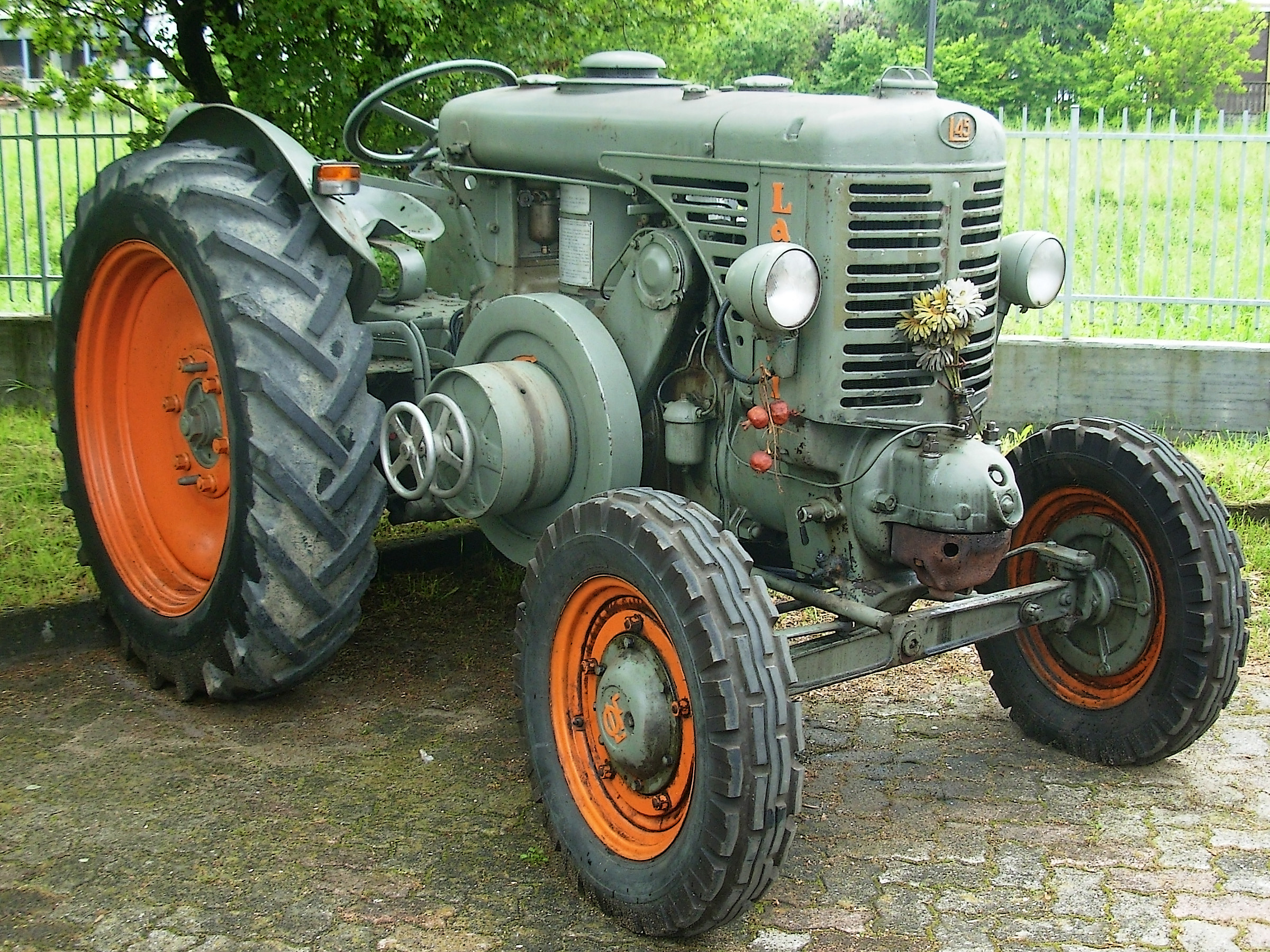
Landini L-45, Baujahr: 1964, 45 PS, Hubraum: 9.503 cm³, 3.100 kg.
- Landini L-35 beim Pflügen (2014) in Rovigo (Italien).

## Aktuelle Traktorbaureihen
| Baureihenbezeichnung | Modelle                            | Leistung in kW (PS)     | Zylinderanzahl | Hubraum in l | Leergewicht in kg |
| -------------------- | ---------------------------------- | ----------------------- | -------------- | ------------ | ----------------- |
| Mistral2             | 2-055 – 2-060                      | 36(49) – 42(57)         | 3              | 1,9          | 1.780             |
| Rex 3 F              | 3-060F – 3-080F-GE                 | 40(55) – 55(75)         | 4              | 2,5          | 2.200             |
| Rex 4 F/GE/GB/GT     | Rex4.070F/GE/GB – X4.120F/GE/GB/GT | 50 (68) – 77 (105)      | 4              | 2,9          | 2.540 – 2.865     |
| Rex 4 F/S/GT         | Rex 4.070F/S – X4.120F/S/XL        | 50 (68) – 77 (105)      | 4              | 2,9          | 2.750 – 3.000     |
| Rex V                | Rex 4.070V – X4.110 V              | 52 (70) – 75 (102)      | 4              | 2,9          | 2.800             |
| Serie 4              | 4-060 – 4-080                      | 45 (61,2) – 55,4 (75,3) | 4              | 2,5          | 2.730 – 2.930     |
| Serie 4D             | 4-070D – 4-090D                    | 50 (68) – 58 (78,9)     | 4              | 2,9          | 3.200 – 3.350     |
| Serie 5              | 5.085                              | 55 (75)                 | 4              | 3,4          | 3.750             |
| Serie 5.085          | 5-100 – 5-120                      | 73 (99) – 83 (113)      | 4              | 3,6          | 3.800             |
| Serie 6H             | 6-115H – 6-135H                    | 77 (105) – 88 (120)     | 4              | 3,6          | 4.600             |
| Serie 6C             | 6-125C – 6-145C                    | 89 (121) – 103 (140)    | 4              | 4,5          | 4.600             |
| Serie 6C V-Shift     | 6-125C V-SHIFT – 6-145C V-SHIFT    | 84(114) – 95,5(130)     | 4              | 4,5          | 4.700             |
| Serie 7              | 7-145 – 7-230                      | 101 (137) – 145(200)    | 4              | 4,5          | 6.400- 7210       |
| Serie 7 V-Shift      | 7-210 V-Shift – 7-240 V-Shift      | 143 (194) – 161 (219)   | 6              | 6,7          | 8.300             |